# Санкт-Петербургский колледж радиоэлектронного приборостроения
Санкт-Петербургский колледж радиоэлектронного приборостроения (СПКРП) — государственное бюджетное профессиональное образовательное учреждение в Санкт-Петербурге.

## История

### История образовательного учреждения
Образован 23 июля 1930 года в Ленинграде приказом ЦИК СССР №272 от 23. июля 1930 г., изначально назывался «Ленинградский механико-индустриальный техникум». В 1974 году он был передан Министерству промышленности средств связи СССР. В 1985 году техникум сменил название на «Техникум радиоэлектронного приборостроения». Техникум получил статус колледжа и был передан в ведение Министерства образования России в 1997 году. Согласно постановлению Правительства Санкт-Петербурга №38 от 23 января 2006 года он был объединен с тремя старейшими учебными заведениями среднего профессионального образования в городе и получил название «Политехнический колледж городского хозяйства». Новое здание колледжа расположено по адресу пр. Авиаконструкторов, д. 28 литер А.

### История здания
До 2006 года он располагался в доме 40 на Среднем проспекте Васильевского Острова. Там в 1787 г. началось строительство особняка А. Е. Протопотова, которое продолжалось четверть века. В 1855 году во время владения В. И. Турчаниновой дом получил новый фасад, выполненный по проекту И. А. Цима в стиле барокко. В 1880–1882 годах особняк перестраивался под руководством архитектора А. И. Ковшарова для нового владельца офицера П. В. Соколова. В 2014 году здание было передано Следственному Комитету, однако не использовалось и не было отреставрировано. В мае 2018 года Правительство Санкт-Петербурга и ООО «Центр АТР-Сайгон» подписали соглашение о реконструкции особняка в гостиницу. 